# Duque de Argyll

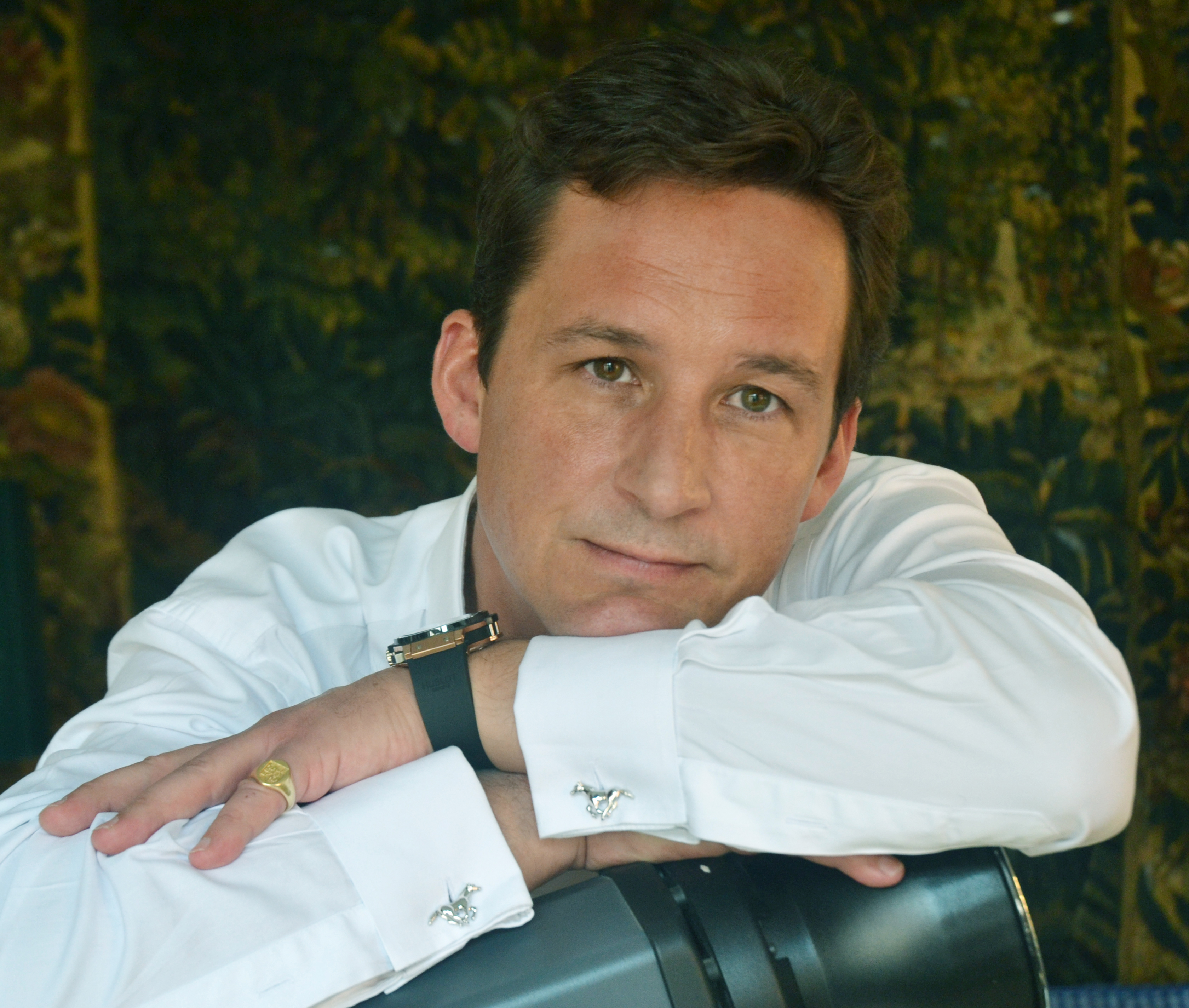
Torquhil Campbell, 13.º Duque de Argyll, o atual Duque.

Duque de Argyll é um título criado no Pariato da Escócia em 1701 e no Pariato do Reino Unido em 1892. Os condes, marqueses e duques de Argyll estiveram durante vários séculos entre as famílias nobres mais poderosas da Escócia. Como tal, desempenharam um papel importante na história da Escócia durante os séculos XVI, XVII e XVIII. O Duque de Argyll detém também os títulos hereditários de chefe do Clã Campbell e de Mestre da Casa da Escócia.
Desde 2001, Torquhil Campbell é Duque de Argyll e é a décima terceira pessoa a deter o título. 

## História
Sir Colin Campbell de Lochow foi nomeado cavaleiro em 1280. Em 1445, Jaime II da Escócia elevou o descendente de Sir Colin, Sir Duncan Campbell, ao grau de nobreza, tornando-se Duncan Campbell de Lochow, Senhor de Argyll, Cavaleiro, 1.º Lorde Campbell. Colin Campbell (1433-1493) sucedeu ao seu avô como 2.º Lorde Campbell em 1453 e foi criado Conde de Argyll em 1457.
O 8.º Conde de Argyll foi criado marquês em 1641, quando Carlos I visitou a Escócia e tentou acalmar a crescente crise política (e as consequências do evento conhecido como “O Incidente”). Com a vitória de Oliver Cromwell em Inglaterra, o marquês tornou-se o governante efetivo da Escócia. Após a restauração, o marquês ofereceu os seus serviços ao rei Carlos II, mas foi acusado de traição e executado em 1661. As suas terras e títulos foram confiscados mas, em 1663, foram restituídos ao seu filho, Archibald, que se tornou o 9.º Conde de Argyll. Em 1685, o 9.º Conde foi executado pela sua participação na rebelião de Monmouth. 
Em 21 de junho de 1701, o filho do nono conde foi criado Duque de Argyll, Marquês de Kintyre e Lorne, Conde de Campbell e Cowal, Visconde de Lochow e Glenyla, Lorde Inveraray, Mull, Morvern e Tiree pelos seus serviços a Guilherme de Orange. O seu filho, o 2.º Duque, foi criado Barão de Chatham e Conde de Greenwich em 1705, como recompensa pelo seu apoio ao Ato de União, e elevado ao título de Duque de Greenwich em 1719. Após a sua morte, os seus títulos escoceses passaram para o seu irmão e os títulos ingleses foram extintos.
O 5.º Duque foi membro do parlamento de Glasgow Burghs até que a ascensão do seu pai ao ducado em 1761 o desqualificou para representar um lugar escocês. Tornou-se então deputado por Dover até 1766, altura em que foi criado Barão Sundridge e obteve o direito de se sentar na Câmara dos Lordes.
Em 17 de abril de 1892, o 8.º Duque foi criado Duque de Argyll no Pariato do Reino Unido. Assim, o Duque é uma das cinco únicas pessoas a deter dois ou mais ducados diferentes, sendo os outros o Duque da Cornualha e Rothesay, o Duque de Buccleuch e Queensberry, o Duque de Hamilton e Brandon, e o Duque de Richmond, Lennox e Gordon.
Durante o século XIX, uma longínqua descendente prussiana da família, Jenny von Westphalen, tornou-se a esposa do filósofo Karl Marx. Numa história célebre, quando exilado em Paris e reduzido à pobreza, Marx quase foi preso por tentar penhorar uma parte do dote de Jenny: um serviço de jantar em prata com o brasão da Casa de Argyll. Sobre este facto, Marx escreve a Engels, possivelmente para pedir um novo empréstimo ao seu amigo rico: “A minha mulher chorou toda a noite”. No entanto, a prata acabou por ser vendida para pagar dívidas de longa data contraídas pelo Neue Rheinische Zeitung.
No final do século XIX, o então Duque de Argyll visitou a América. Enquanto lá esteve, hospedou-se no American Hotel, situado na praça principal da vila de Babylon, Nova Iorque. Os habitantes da cidade gostaram do duque, e os festivais e desfiles tiveram lugar enquanto lá esteve. Pouco antes da viragem do século (1900), o município de Babylon renomeou o Lago/Parque Bythbourne para Lago/Parque Argyle (Argyll evoluiu para o Argyle atualmente aceite) em memória da visita do duque.

## Títulos subsidiários

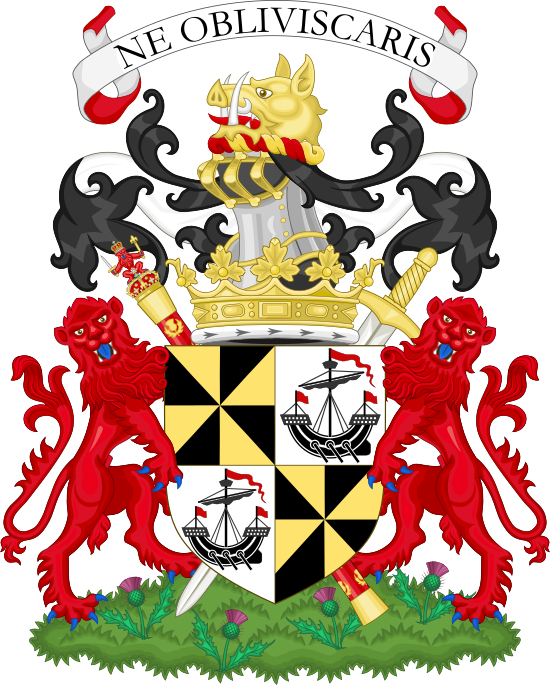
Brasão de armas dos Duques de Argyll.

O Duque de Argyll detém vários títulos subsidiários, entre os quais: 
- Marquês de Kintyre e Lorne (criado em 1701);
- Conde de Argyll (criado em 1457);
- Conde Campbell e Cowall e Visconde Lochow e Glenyla (criado em 1701);
- Lorde Campbell (criado em 1445);
- Lorde Lorne (criado em 1470);
- Lorde Kintyre (criado em 1626);
- Lorde Inveraray, Mull, Mover e Tiry (criado em 1701);
- Barão Hamilton de Hameldon (criado em 1776);
- Barão Sundridge (criado em 1766).

Estão no Pariato da Escócia, exceto os dois últimos, que estão no Pariato da Grã-Bretanha. O Duque é também baronete de Lundie (criado em 1627) no Baronete da Nova Escócia. 
O título de cortesia do filho mais velho e herdeiro do Duque é Marquês de Lorne, abreviatura de Marquês de Kintyre e Lorne.

## Cargos hereditários
- Mestre Hereditário da Casa Real da Escócia;
- Alto Juiz Hereditário de Argyll;
- Almirante das Costas e Ilhas Ocidentais;
- Guardião Hereditário dos Castelos Reais de: Carrick, Dunoon, Dunstaffnage, Tarbert;
- Alto Xerife Hereditário de Argyllshire;
- Membro da Guarda Corporal do Rei para a Escócia;

O Duque de Argyll é também o chefe do clã escocês de Campbell e, nesta função, é conhecido por MacCailein Mòr, que em gaélico significa "O Grande MacColin", referindo-se a Cailean Mór (Colin, o Grande) de Lochawe (Colin de Lochow), que foi morto em combate com Alexandre, Senhor de Lorne, em 1296.
Desde o reinado de Jaime IV, o Duque ocupou também o cargo de Mestre da Casa da Escócia.

## Solar da família

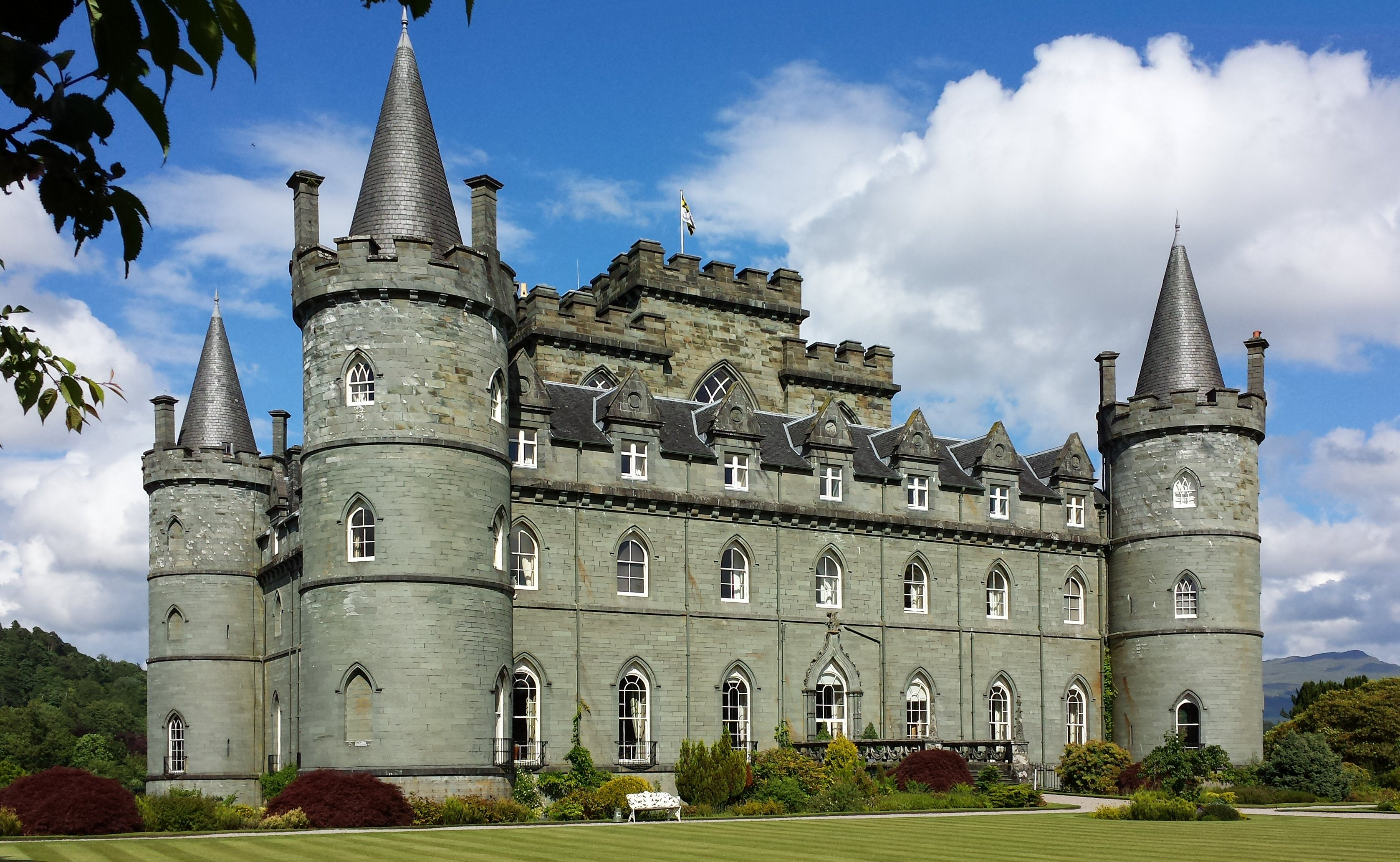
Castelo de Inveraray.

A sede da família é o Castelo de Inveraray, junto a Loch Fyne, Inveraray, Argyll. A propriedade, de 75.000 acres, é uma mistura de silvicultura 
comercial, propriedade residencial, fontes de energia renovável e um parque de caravanas.
O principal local de enterro dos Duques e duquesas é a Igreja Paroquial de St Munn, em Kilmun. O 11.º e o 12.º Duques optaram por ser sepultados na ilha de Inishail, em Loch Awe.
Em 1706, John Campbell, segundo Duque de Argyll, tornou-se morador de uma casa no lado leste da King Street, St James (extremidade do Soho), Westminster, Londres, que ficava num local ocupado pela extremidade oeste da Little Argyll Street, que em 1735 ou 1736 desocupou para renovação.
Em 1808, o 6.º Duque vendeu a atual casa ao 4.º Conde de Aberdeen.
Em 1764 e antes, a família tinha uma casa perto de Londres, em Ham, que ficava no condado de Surrey, uma paróquia historicamente associada a Richmond, e uma segunda propriedade nas proximidades.

## Lordes Campbell (1445)
| # | Nome                                   | Vida        | Notas                                                                                  |
| - | -------------------------------------- | ----------- | -------------------------------------------------------------------------------------- |
| 1 | Duncan Campbell, 1.º Lorde Campbell    | 1453        | ---                                                                                    |
| - | Archibald Campbell, Mestre de Campbell | 1431 – 1440 | Filho mais velho do 1.º Lorde, morreu antes de seu pai ser criado Lorde do Parlamento. |
| 2 | Colin Campbell, 2.º Lorde Campbell     | 1433 – 1493 | Criado Conde de Argyll em 1457.                                                        |

## Condes de Argyll (1457)
| # | Nome                                    | Vida             | Notas                                                   |
| - | --------------------------------------- | ---------------- | ------------------------------------------------------- |
| 1 | Colin Campbell, 1.º Conde de Argyll     | 1433 – 1493      | Filho único do Mestre.                                  |
| 2 | Archibald Campbell, 2.º Conde de Argyll | 1513             | Filho mais velho do 1.º Conde.                          |
| 3 | Colin Campbell, 3.º Conde de Argyll     | 1486 – 1529      | Filho mais velho do 2.º Conde.                          |
| 4 | Archibald Campbell, 4.º Conde de Argyll | 1507 – 1558      | Filho único do 3.º Conde.                               |
| 5 | Archibald Campbell, 5.º Conde de Argyll | 1537 – 1573      | Filho mais velho do 4.º Conde, morreu sem descendência. |
| 6 | Colin Campbell, 6.º Conde de Argyll     | 1541/1546 – 1584 | Filho mais novo do 4.º Conde.                           |
| 7 | Archibald Campbell, 7.º Conde de Argyll | 1576 – 1638      | Filho mais velho do 6.º Conde.                          |
| 8 | Archibald Campbell, 8.º Conde de Argyll | 1607 – 1661      | Criado Marquês de Argyll em 1641.                       |

## Marquês de Argyll (1641)
| # | Nome                                      | Vida        | Notas |
| - | ----------------------------------------- | ----------- | --- |
| 1 | Archibald Campbell, 1.º Marquês de Argyll | 1607 – 1661 | Filho mais velho do 7.º Conde, julgado por alta traição, condenado e teve todos os seus títulos confiscados em 1661. |

## Condes de Argyll (1457; restaurado em1663)
| # | Nome                                     | Vida        | Notas |
| - | ---------------------------------------- | ----------- | --- |
| 1 | Archibald Campbell, 9.º Conde de Argyll  | 1629 – 1685 | Filho mais velho do 1.º Marquês, restaurado em 1663 nos títulos de seu pai, exceto o marquesado. Mais tarde, foi julgado por alta traição e perdeu todos os seus títulos em 1681. |
| 2 | Archibald Campbell, 10.º Conde de Argyll | 1658 – 1703 | Filho mais velho do 9.º Conde, restaurado nos títulos de seu pai em 1685, criado Duque de Argyll em 1701.                                                                         |

## Duques de Argyll (1701)
| #  | Nome                                                                        | Período de vida | Esposa(s)                   | Notas |
| -- | --------------------------------------------------------------------------- | --------------- | --------------------------- | --- |
| 1  | Archibald Campbell, 1.º Duque de Argyll                                     | 1658 – 1703     | Elizabeth Tollemache        | Filho mais velho do 9.º Conde, restaurado nos títulos de seu pai em 1685.                                          |
| 2  | John Campbell, 2.º Duque de Argyll, 1.º Duque de Greenwich                  | 1680 – 1743     | (1) Mary Brown              | Filho mais velho do 1.º Duque, morreu sem descendência masculina.                                                  |
| 2  | John Campbell, 2.º Duque de Argyll, 1.º Duque de Greenwich                  | 1680 – 1743     | (2) Jane Warburton          | Filho mais velho do 1.º Duque, morreu sem descendência masculina.                                                  |
| 3  | Archibald Campbell, 3.º Duque de Argyll                                     | 1682 – 1761     | Anne Whitfield              | Segundo e mais novo filho do 1.º Duque, morreu sem descendência legítima.                                          |
| 4  | John Campbell, 4.º Duque de Argyll                                          | 1693 – 1770     | Mary Bellenden              | Filho mais velho de John Campbell, segundo filho do 9.º Conde e irmão mais novo do 1.º Duque.                      |
| 5  | John Campbell, 5.º Duque de Argyll                                          | 1723 – 1806     | Elizabeth Gunning           | Filho mais velho do 4.º Duque.                                                                                     |
| 6  | George Campbell, 6.º Duque de Argyll                                        | 1768 – 1839     | Caroline Villiers           | Segundo filho do 5.º Duque, morreu sem descendência.                                                               |
| 7  | John Campbell, 7.º Duque de Argyll                                          | 1777 – 1847     | (1) Elizabeth Campbell      | Terceiro e mais novo filho do 5.º Duque.                                                                           |
| 7  | John Campbell, 7.º Duque de Argyll                                          | 1777 – 1847     | (2) Joan Glassel            | Terceiro e mais novo filho do 5.º Duque.                                                                           |
| 7  | John Campbell, 7.º Duque de Argyll                                          | 1777 – 1847     | (3) Anne Cuninghame         | Terceiro e mais novo filho do 5.º Duque.                                                                           |
| 8  | George Campbell, 8.º Duque de Argyll                                        | 1823 – 1900     | (1) Elizabeth Leveson-Gower | Segundo e mais novo filho do 7.º Duque, criado Duque de Argyll no Pariato do Reino Unido em 1892.                  |
| 8  | George Campbell, 8.º Duque de Argyll                                        | 1823 – 1900     | (2) Amelia Claughton        | Segundo e mais novo filho do 7.º Duque, criado Duque de Argyll no Pariato do Reino Unido em 1892.                  |
| 8  | George Campbell, 8.º Duque de Argyll                                        | 1823 – 1900     | (3) Ina McNeill             | Segundo e mais novo filho do 7.º Duque, criado Duque de Argyll no Pariato do Reino Unido em 1892.                  |
| 9  | John Campbell, 9.º Duque de Argyll e 2.º Duque de Argyll (Reino Unido)      | 1845– 1914      | Princesa Luísa              | Filho mais velho do 8.º Duque, casado com a Princesa Louise, filha da Rainha Vitória, mas morreu sem descendência. |
| 10 | Niall Campbell, 10.º Duque de Argyll e 3.º Duque de Argyll (Reino Unido)    | 1872 – 1949     | Sem casamentos              | Filho único do Lorde Archibald Campbell, segundo filho do 8.º Duque, morreu solteiro.                              |
| 11 | Ian Campbell, 11.º Duque de Argyll e 4.º Duque de Argyll (Reino Unido)      | 1903 – 1973     | (1) Janet Aitken            | Neto do Lorde Walter Campbell, terceiro filho do 8.º Duque.                                                        |
| 11 | Ian Campbell, 11.º Duque de Argyll e 4.º Duque de Argyll (Reino Unido)      | 1903 – 1973     | (2) Louise Vanneck          | Neto do Lorde Walter Campbell, terceiro filho do 8.º Duque.                                                        |
| 11 | Ian Campbell, 11.º Duque de Argyll e 4.º Duque de Argyll (Reino Unido)      | 1903 – 1973     | (3) Margaret Whigham        | Neto do Lorde Walter Campbell, terceiro filho do 8.º Duque.                                                        |
| 11 | Ian Campbell, 11.º Duque de Argyll e 4.º Duque de Argyll (Reino Unido)      | 1903 – 1973     | (4) Mathilda Mortimer       | Neto do Lorde Walter Campbell, terceiro filho do 8.º Duque.                                                        |
| 12 | Ian Campbell, 12.º Duque de Argyll e 5.º Duque de Argyll (Reino Unido)      | 1937 – 2001     | Iona Colquhuon              | Filho mais velho do 11.º Duque.                                                                                    |
| 13 | Torquhil Campbell, 13.º Duque de Argyll e 6.º Duque de Argyll (Reino Unido) | n. 1968         | Eleanor Cadbury             | Filho único do 12.º Duque. Incumbente                                                                              |

## Atual linha de sucessão
- Archibald Campbell, 9.º Conde de Argyll (1629-1685)
  -  Archibald Campbell, 1.º Duque de Argyll (1658–1703) (filho mais velho do 9.º Conde, foi restaurado às honras de seu pai em 1685).
    -  John Campbell, 2.º Duque de Argyll, 1.º Duque de Greenwich (1680–1743)
    -  Archibald Campbell, 3.º Duque de Argyll (1682–1761)

  - John Campbell (1660-1729)
    -  John Campbell, 4.º Duque de Argyll (1693–1770) 
      -  John Campbell, 5.º Duque de Argyll (1723–1806)
        - George John Campbell, conde de Campbell (1763-1764)
        -  George William Campbell, 6.º Duque de Argyll (1768–1839)
        -  John Douglas Edward Henry Campbell, 7.º Duque de Argyll (1777–1847)
          - John Henry Campbell (1821–1837)
          -  George John Douglas Campbell, 8.º Duque de Argyll (1823–1900) 
            -  John George Edward Henry Douglas Sutherland Campbell, 9.º Duque de Argyll (S) e 2.º Duque de Argyll (Reino Unido) (1845–1914)

          - Archibald Campbell (1846-1913)
            -   Niall Diarmid Campbell, 10.º Duque de Argyll (S) e 3.° Duque de Argyll (Reino Unido) (1872–1949)

          - Walter Campbell (1848-1889)
            - Douglas Walter Campbell
              -   Ian Douglas Campbell, 11.º Duque de Argyll (S) e 4.º Duque de Argyll (Reino Unido) (1903–1973).
                -   Ian Campbell, 12.º Duque de Argyll (S) e 5.º Duque de Argyll (Reino Unido) (1937–2001)
                  -   Torquhil Ian Campbell, 13.º Duque de Argyll (S) e 6.º Duque de Argyll (Reino Unido)

O herdeiro aparente é o filho mais velho do atual proprietário, Archibald Frederick Campbell, marquês de Lorne (n. 2004).

### Linha Sucessão
- Ian Campbell, 11º Duque de Argyll (1903-1973)
  -  Ian Campbell, 12º Duque de Argyll (1937-2001)
    -  Torquhil Campbell, 13º Duque de Argyll (n. 1968)
      - (1) Archibald Friedrich Campbell, Marquess of Lorne (n. 2004), conhecido como Archie Lorne
      - (2) Lord Rory James Campbell (n. 2006)

  - (3) Lord Colin Ivar Campbell (n. 1946)